# Garvämnen
Garvämnen utgörs av växtsubstanser som kan fälla ut proteiner och göra dem olösliga i vatten, utnyttjat till exempel vid beredningen av skinn till läder (=garvning). De största grupperna innefattar gallotanniner och katekintanniner. Gallotanninerna är föreningar som innehåller garvsyra (gallic acid på engelska) och/eller dess derivat ellaginsyra och HHDP (hexahydroxydiphenic acid) samt socker, medan katekintanniner är föreningar som innehåller kondenserade flavoner och eventuellt socker. Gallotanniner kallas också för lösliga garvämnen eftersom svag syra eller bas bryter bindningarna och löser upp dem i vatten, medan katekintanniner kallas olösliga garvämnen då de inte blir lösliga efter behandling med svag syra eller bas. 
Utspädda vattenlösningar, eller uppslamningar, av garvämnen har stor användning i skönhetsmedel då de är sammandragande (adstringerande) och bakteriedödande (desinficerande). Dessa effekter används också medicinskt för behandling av exempelvis hemorrojder.